# 大甲金媽祖
24°20′43″N 120°37′24″E / 24.345284°N 120.623328°E
大甲金媽祖，是臺灣臺中市大甲區大甲鎮瀾宮以信徒奉獻的黃金所作的媽祖像，2005年揭幕，置於廟方的媽祖文化廳。

## 由來
大甲鎮瀾宮慣例會將信徒贈與的金牌包裝後存放彰化銀行保險箱，累積5年再全部熔成金條。2004年初，董事會認為持續累積金條非解決方法，決議鎔鑄1尊金媽祖神像。為保護黃金安全，從尋求鑄金師傅、運送金條、進行雕刻、到迎回的過程皆保密不讓董監事外的人知道。當時廟方記帳的支出科目，也沒有明寫花費。
因當時信眾捐贈的金牌不足，廟方自己再花數千萬購買黃金。台中市金暢公司的柯建華以1年打造，先繪製50多張分割圖，然後依據不同圖形把金條鎔壓成金板，接著鎚打成形，再將50多塊焊接，最後做細部鎚打。
完成後，大甲金媽祖外貌為頭戴鳳冠、手捧如意，外袍雕鳳、披風雕龍，高130公分的本體立於海濤之上。原先廟方想在2005年元宵節在媽祖文化廳揭幕，但消息提前曝光。該年春節，吸引10幾萬名香客前往觀賞號稱全臺灣最大的黃金媽祖，人數比去年增加一倍以上。
在廟埕地下室展出後，廟方同時在藝品店展售縮小版、銅製的媽祖像。2012年，廟方與豐原郵局合作，在臺中海線地區販賣有經過火儀式、以此媽祖為主題的郵票。

## 價值

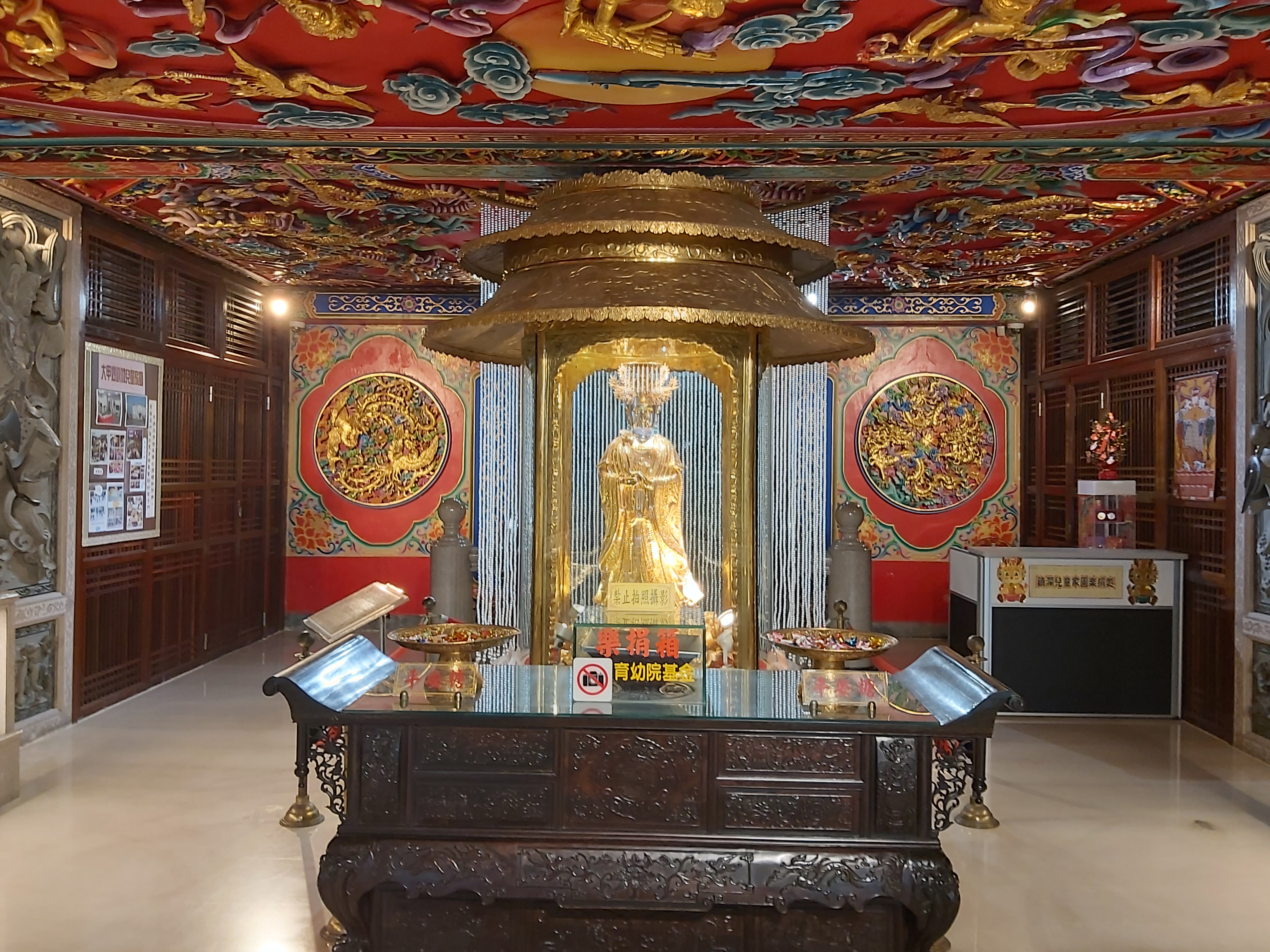
媽祖藝術文創館內的金媽祖

臺灣人喜歡以純金打造神明像，以表達最崇高敬意。具當年大甲金媽祖正式揭幕時報導，廟方說總重276公斤，原材為純度99.97的7360兩黃金，號稱市價值新台幣1億2千萬元以上。也有讀者投稿說，將這些黃金作慈善用途更好。鎮瀾宮副董事長鄭銘坤在2005年6月1日遭綁，綁徒便提及此金媽祖來求鉅款。廟方除投保1億5千萬元保險，並加裝卅幾支監視器，保全系統全日防護。5年後，原材以台灣北市銀樓公會2010年10月8日公告回收金價為每兩46700元來計算，價值已漲到3億4千多萬元。到2022年9月23日的收盤價，已估達4億6千多萬元。
鹿港天后宮、南方澳南天宮以黃金打造的媽祖像，因缺少認證機構，陸續都被質疑過純金重量不實。對此，鄭銘坤表示，大甲金媽祖有鑄金保證書，沒必要再鑑定。台南中正高工金工科教師洪清發，認為若純金打造便要克服變形，應有內模支撐。由於2021年底民眾質疑大甲黃金媽祖並非純金，台中地檢署經傳喚模具協力廠商施景文後，得知神像內部為銅製實心，卻無對被告不利的相關記錄或契約，加上已超過詐欺取財罪、侵占罪及背信罪追訴期，最後不予追訴。